# Miss Grand Chile 2019
La Miss Grand Chile 2019 fue la 2.ª edición del certamen Miss Grand Chile y se realizó el 24 de mayo de 2019 en ciudad de Santiago. Cuarenta candidatas de toda la Chile compitieron por el título nacional, obteniendo el derecho de representar al país en Miss Grand Internacional 2019. Al final del evento María Catalina Flores Vargas Miss Grand Chile 2018 coronó a su sucesora, Francisca Lavandero Ceballos quién competirá en Miss Grand Internacional 2019 realizado en Venezuela.
La competencia preliminar de Miss Grand Chile 2019 se llevó a cabo el 23 de mayo de 2019 en el mismo lugar que el evento final. María Catalina Flores Vargas, Miss Grand Chile 2018, otorgó 4 premios especiales a los candidatos durante este evento preliminar.

## Resultados

### Colocación
| Posiciones            | Candidata |
| Miss Grand Chile 2019 | Los Ángeles – Francisca Lavandero Ceballos |
| Primera Finalista     | Viña del Mar – Ignacia Albornoz |
| Segunda Finalista     | Antofagasta – Vania Pamela Pool Opazo |
| Tercera Finalista     | Iquique – Aylin Jaldin Fernández |
| Cuarta Finalista      | La Reina – Antonia Haeger |
| TOP 11                | La Serena – Constanza Sapunar Temuco – Vannia Cienfuegos Las Condes – Agustina Montenegro Machalí – Camila Vives Quilicura – Camila Espinoza Coquimbo – Paz Muñoz T. |

## Premios especiales
| Título                | Candidata                                  |
| Miss Grand Multimedia | Iquique – Aylin Jaldin Fernández           |
| Miss Grand Cuerpo     | Temuco – Vannia Cienfuegos Sagredo         |
| Miss Grand Fashion    | Los Ángeles – Francisca Lavandero Ceballos |
| Miss Grand Pasarela   | Antofagasta – Vania Pamela Pool Opazo      |
| Miss Grand Rostro     | Viña del Mar – Ignacia Albornoz            |

### Miss Grand Multimedia
Todas las solicitudes de todo el país fueron evaluadas por el panel de jueces, luego 32 finalistas totales de la evaluación se clasificaron en 4 grupos. Cada concursante representa únicamente a un comuna del país, luego la segunda selección se realizará mediante votación en línea a través de "Miss Grand Multimedia" en Instagram. Solo 2 de cada grupo avanzarán a la ronda final del premio Miss Grand Multimedia, que también se vota abiertamente en Instagram. El ganador será anunciado en la etapa final de Miss Grand Chile 2019.
- Ganadora:  Iquique – Aylin Jaldin Fernández

#### Resultado de la Votación
| Resultado        | Candidata                             |
| Grupo 1          |                                       |
| Medalla de oro   | Concepción – Diana Pavez Obreque      |
| Medalla de plata | Iquique – Aylin Jaldin Fernández      |
| Grupo 2          |                                       |
| Medalla de oro   | La Serena – Valentina Rigotti         |
| Medalla de plata | Antofagasta – Vania Pamela Pool Opazo |
| Grupo 3          |                                       |
| Medalla de oro   | La Serena – Constanza Sapunar         |
| Medalla de plata | Antofagasta – Javiera Gonzales        |
| Grupo 4          |                                       |
| Medalla de oro   | La Florida – Janis Zamorano           |
| Medalla de plata | Machalí – Camila Vives                |

## Candidatas
Hay 32 finalistas confirmados compitiendo por Miss Grand Chile 2019:
| Comuna        | Candidata                  | E  | A      | Residencia    | R     |
| Grupo 1       |                            |    |        |               |       |
| Iquique       | Aylin Jaldin Fernández     |    | 1,72 m | Iquique       | [ 1 ] |
| Los Ángeles   | Diana Pavez Obreque        | 21 | 1,71 m | Santiago      | [ 3 ] |
| Ovalle        | Valery Cubillos Villalobos | 20 | 1,73 m | Ovalle        | [ 4 ] |
| Quilicura     | Camila Espinoza            | 22 | 1,70 m | Quilicura     | [ 5 ] |
| Talcahuano    | Valentina Palacios         | 20 | 1,69 m |               |       |
| Temuco        | Vannia Cienfuegos          | 22 | 1,75 m |               |       |
| Santiago      | Mariana Gallardo           | 17 | 1,69 m | Santiago      | [ 6 ] |
| Villa Alemana | Arlette Gómez              | 17 | 1,67 m | Villa Alemana | [ 7 ] |
| Grupo 2       |                            |    |        |               |       |
| Antofagasta   | Vania Pamela Pool Opazo    | 25 | 1,74 m | Antofagasta   |       |
| Calbuco       | Carla Mancilla             | 26 | 1,70 m | Calbuco       |       |
| Coquimbo      | Paz Muñoz T.               | 21 | 1,75 m |               |       |
| La Serena     | Valentina Rigotti          | 20 | 1,67 m |               |       |
| Las Condes    | Paula Asecas               | 21 | 1,72 m |               |       |
| Los Ángeles   | Francisca Lavandero        | 19 | 1,81 m |               |       |
| Puerto Montt  | Francisca Agurto           | 21 | 1,63 m |               |       |
| Quillota      | Carolina Cruz              | 23 | 1,63 m |               |       |
| Grupo 3       |                            |    |        |               |       |
| Antofagasta   | Javiera Gonzales           | 23 | 1,70 m |               |       |
| Independencia | Marling Rojas              | 24 | 1,70 m |               |       |
| Iquique       | Constanza Hurtado          | 17 | 1,67 m |               |       |
| Las Condes    | Agustina Montenegro        | 19 | 1,70 m |               |       |
| Las Condes    | Catarina Garrido           | 21 | 1,73 m |               |       |
| La Serena     | Constanza Sapunar          | 22 | 1,70 m |               |       |
| Recoleta      | Romina Vega                | 17 | 1,69 m |               |       |
| Viña del Mar  | Ignacia Albornoz           | 18 | 1,72 m |               |       |
| Grupo 4       |                            |    |        |               |       |
| Concepción    | Ignacia Escobar            | 19 | 1,63 m |               |       |
| La Florida    | Janis Zamorano             | 20 | 1,69 m |               |       |
| La Reina      | Antonia Haeger             | 21 | 1,70 m |               |       |
| Machalí       | Camila Vives               | 17 | 1,67 m |               |       |
| Ñuñoa         | Daniela Ahumada            | 26 | 1,67 m |               |       |
| Puente Alto   | Alannis La Rosa            | 22 | 1,67 m |               |       |
| Quilpué       | Daniela García             | 21 | 1,72 m |               |       |
| Santiago      | Veronica Mora              | 22 | 1,75 m |               |       |